# キエフの戦い (1240年)

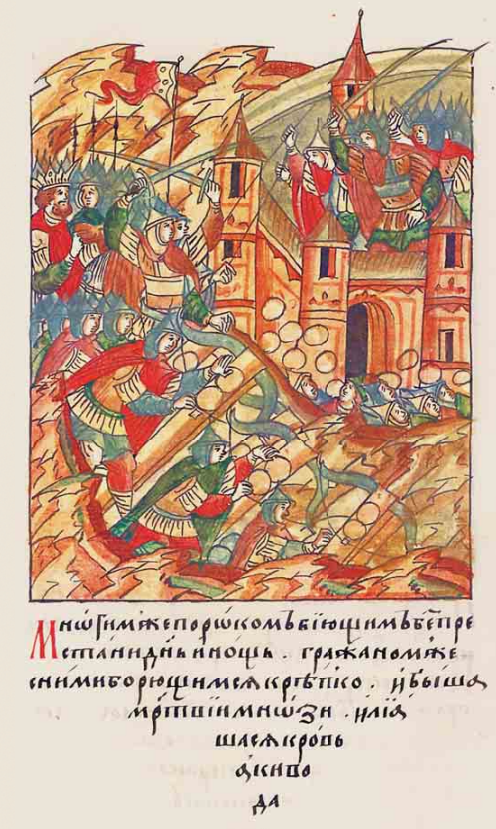
キエフの陥落

キエフの戦いは、1240年にルーシの首都キエフの支配をめぐってルーシとモンゴル帝国の間に行われた合戦。同年9月5日にバトゥが率いるモンゴル軍はキエフを包囲し、キエフの明け渡しを求めた。キエフ軍を引率するドミトロー大将とキエフの市民が降伏を却下して防衛に備えた。バトゥは32の投石機を集めて、キエフの防衛線で弱点だったポーランド門を攻撃し、市内へ乱入した。キエフの市民は攻撃を防いだが、多勢に敵わずして什一聖堂へ撤退し、教会を最後の砦とした。12月6日モンゴル軍は投石機を取り寄せて聖堂を破壊させ、キエフを制覇した。ドミトロー大将は捕虜となったが、勇敢に戦ったため、バトゥによって解放された。モンゴル軍は聖ソフィア聖堂をはじめキエフの教会と貴族の屋敷を略奪した。合戦後、5万人だったキエフの人口は2千人まで減少した。キエフの陥落によりルーシが亡国となった。以降に存続したキエフ公国は14世紀半ばにかけてモンゴル帝国の属国であった。一方、キエフは大きく衰退し、山の手だった古キエフは荒地となり、都市の中心地は下町のポジールへ移った。

## 結果
破壊された文化遺産
- キエフ大公の宮殿
- 什一聖堂
- クローウ修道院
- 黄金の門